# Amarillo Gorillas
Amarillo Gorillas var ett amerikanskt professionellt ishockeylag som spelade i Central Hockey League mellan 2002 och 2010. Laget hade dessförinnan spelat i Western Professional Hockey League (WPHL) med namnet Amarillo Rattlers sedan 1996.
Laget spelade sina hemmamatcher i inomhusarenan Amarillo Civic Center i Amarillo i Texas. Gorillas vann aldrig CHL:s slutspel under sina år i CHL.
Spelare som spelade för Gorillas var bland andra Jeremy Stevenson.